# Hodrušská hornatina
Hodrušská hornatina je geomorfologický podcelek Štiavnických vrchů. Nejvyšší vrch podcelku je 939 m n. m. vysoký Paradajs.

## Vymezení
Podcelek zabírá severozápadní část Štiavnických vrchů a v rámci pohoří sousedí na východě se Sitnianskou vrchovinou a Skalkou, jihozápadním směrem navazují Kozmálovské vŕšky. Severním směrem jsou údolím Hronu oddělené podcelky Kremnických vrchů, Turovské predhorie a Jastrabská vrchovina, na severozápadě potom Žiarska kotlina, jižněji Raj a Župkovská brázda (podcelky Vtáčnika) a pás hor západním směrem uzavírá Pohronský Inovec s podcelkem Veľký Inovec. Jihozápadním směrem leží Hronská pahorkatina, Hronská niva a Ipeľská pahorkatina, patřící do Podunajské pahorkatiny.

## Dělení
Na území Hodrušské hornatiny se nacházejí 3 geomorfologické části:
- Vyhnianska brázda
- Breznické podolie
- Slovenská brána

## Vybrané vrcholy
- Paradajs (939 m n. m.) – nejvyšší vrch podcelku
- Končiar (881 m n. m.)
- Ostrý vrch (868 m n. m.)
- Veľký Žiar (856 m n. m.)
- Zlatý vrch (850 m n. m.)

## Chráněná území
Téměř celé území je součástí CHKO Štiavnické vrchy a leží tu maloplošná území:
- Krivín – přírodní rezervace
- Kamenné more – přírodní rezervace
- Kojatín – přírodní rezervace
- Kamenný jarok – přírodní rezervace
- Bralce – přírodní rezervace
- Szabóova skala – přírodní rezervace
- Putikov vŕšok – přírodní památka
- Žakýlske pleso – přírodní památka
- Kašivárová – národní přírodní rezervace

## Doprava
Západním a severním okrajem území vede rychlostní silnice R1 (Nitra – Zvolen) i silnice I/65, v údolí Hronu prochází i Železniční trať Nové Zámky – Zvolen, z které v Hronské Dúbrave odbočuje trať do Banské Štiavnice. Východním okrajem vede silnice I/51, jižním směrem silnice II/524.

## Odkaz